# Пинчуга
Пинчуга — посёлок в Богучанском районе Красноярского края России. Административный центр и единственный населённый пункт Пинчугского сельсовета.

## История
Посёлок Пинчуга был основан в 1556 году. По данным 1926 года в Пинчуге имелось 119 хозяйств и проживало 688 человек (в основном — русские). В административном отношении село являлось центром Пинчугского сельсовета Богучанского района Канского округа Сибирского края.

## География
Посёлок находится в северо-восточной части края, на левом берегу реки Ангара, вблизи места впадения в неё реки Пинчуга, на расстоянии приблизительно 23 километров (по прямой) к западу-юго-западу (WSW) от села Богучаны, административного центра района. Абсолютная высота — 131 метр над уровнем моря.

## Население
| 2010 | 2012  | 2013  | 2014  | 2015  | 2016  | 2017  |
| ---- | ----- | ----- | ----- | ----- | ----- | ----- |
| 2452 | ↘2418 | ↘2396 | ↘2370 | ↘2333 | ↘2298 | ↘2272 |

Гендерный состав
По данным Всероссийской переписи населения 2010 года в гендерной структуре населения мужчины составляли 48,6 %, женщины — соответственно 51,4 %.
Национальный состав
Согласно результатам переписи 2002 года, в национальной структуре населения русские составляли 90 % из 2685 чел.

## Инфраструктура
В посёлке функционируют средняя общеобразовательная школа, два детских сада, врачебная амбулатория (филиал Богучанской районной больницы), библиотека, сельский дом культуры, детская школа искусств и отделение Почты России.

## Улицы
Уличная сеть деревни состоит из 40 улиц и 2 переулков.